# Городская усадьба Капцовой
Городска́я уса́дьба Ксе́нии Васи́льевны Капцо́вой — архитектурный ансамбль на Воронцовом Поле в Москве, объект культурного наследия столицы. До настоящего времени сохранились главный дом и флигель, их общая площадь составляет 660 м². До 1917 года в усадьбе проживали три поколения семьи купцов и меценатов Капцовых, с 1944-го в здании располагается Национальный НИИ общественного здоровья имени Н. А. Семашко.

## История

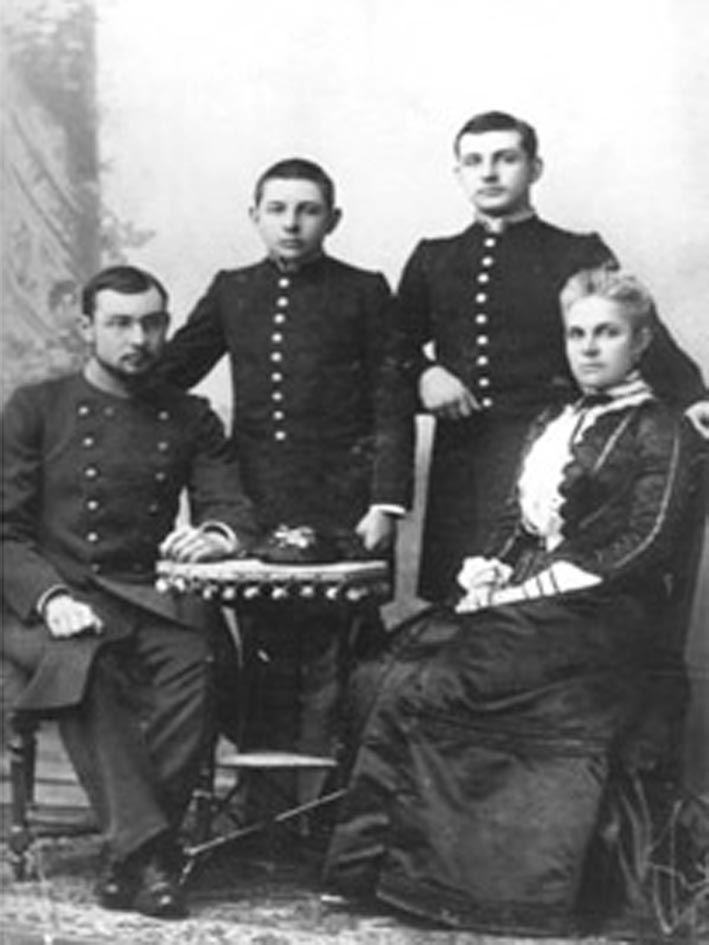
Анна Михайловна Капцова с сыновьями, слева-направо: Николай, Михаил, Сергей. 1927

### Владельцы
С начала XIX веке род Капцовых владел несколькими фабриками по производству шёлка, ко второй половине столетия из мещан-текстильщиков перешёл в первую гильдию московских купцов. Семья много занималась благотворительностью — на её средства были построены и содержались несколько учебных заведений и психиатрическая клиника. Усадьбу на Воронцовом Поле оформили на имя Ксении Васильевны (1821—1895), супруги Сергея Александровича Капцова (1816—1892). Подобное оформление имущества являлось традиционным в купеческой среде способом сохранить благосостояние — мужчина мог погибнуть на дуэли, проиграться в карты или уйти на войну, а основной капитал семьи оставался неприкосновенным имуществом женщины.
Капцовы сотрудничали с концерном Opel: Александр Сергеевич (1849—1897) был основателем первого таксомоторного парка в стране и членом Императорского автомобильного общества. На своём личном La Buire № 823 Капцов-старший путешествовал по Европе и участвовал в ралли. В главном доме его усадьбы 21 ноября 1913 года было открыто представительство Opel и фирменный магазин. До настоящего времени на фасаде сохранились крючки, к которым крепилась вывеска этой немецкой компании. Незадолго до революции Капцов продал автомобильное производство семье Марк, и из дома № 12 на Воронцовом Поле торговую контору перевели на Большую Дмитровку, 26. Из-за финансовых трудностей в 1919-м магазин вернули обратно и в том же году закрыли.

### Усадьба
Сведения о ранней истории усадьбы сохранились только частично. Согласно исследованию Департамента культурного наследия Москвы, постройки на месте усадьбы упоминаются в архивах от 1803 года. К 1820-му на углу улицы и переулка уже стоял дом, который постепенно достраивали и расширяли. Сергей Капцов был принят в купцы третьей гильдии после 1849 года, вероятно, примерно в это время он купил владение на Воронцовом Поле, 12. Усадьба имела типичный вид: особняк выходил на широкую улицу, за ним располагались сад, флигели и служебные постройки.
В 1888 году по заказу Капцовых-младших усадьбу перестроили, руководил проектом архитектор Дмитрий Чичагов. По его эскизам главный дом получил выразительное оформление в эклектичном стиле. Здание изгибается вслед за красной линией улицы и визуально делится на три части с помощью трёх ризалитов. Композиция асимметрична — главный вход расположен в левом ризалите, а центральный декоративный элемент — купол — смещён вправо. Фасад верхнего этажа делится на пять частей пилястрами, между ними размещены барельефы с портретами Михаила Ломоносова и Дмитрия Менделеева. Цитаты из трудов этих учёных украшают выступающие ризалиты цоколя.
Чичагов также занимался оформлением внутренних помещений, интерьер был выполнен в купеческом стиле с присущей ему избыточностью декора. Большинство залов обильно украшены лепниной на потолках и стенах, в отделке использованы мрамор и красное дерево.
Выходящий на переулок Обуха торцевой флигель использовался как автомастерская и гараж. В 1913 году весь корпус реконструировали: надстроили второй этаж, где разместили дополнительные мастерские. Первый этаж и подвал отремонтировали, провели центральное отопление, добавили пристройку с котельной.

### После революции
У Александра Сергеевича и его супруги Анны Михайловны было трое сыновей: Николай, Сергей и Михаил. Только старший из них — Николай — прожил долгую жизнь и стал известен как выдающийся физик, двое его братьев погибли в годы репрессий. Анна Михайловна проживала в усадьбе на Воронцовом Поле до 1917 года. После революции всё имущество семьи было национализировано.
В 1944 году главный особняк усадьбы был передан одному из первых Научно-исследовательских институтов Академии медицинских наук. Учреждение неоднократно переименовывали, с 2003-го оно носит название Национальный НИИ общественного здоровья имени Н. А. Семашко.

### XX—XXI века
Во время урагана 1998 года усадьба сильно пострадала, ветром сорвало крышу и дымоходы. На средства института здание отремонтировали в соответствии с историческим обликом.
В 2012 году по иску Департамента культурного наследия города Москвы в Арбитражном суде было заведено дело о признании нелегальными пристроек к флигелю по адресу Воронцово Поле, владение 12/1, строение 3. Истец требовал демонтировать добавленные мансарду, подвал и четвёртый этаж за нарушение структуры объекта культурного наследия. Разбирательство шло несколько лет, после серии обжалований суд объявил спорный объект не входящим в границы усадьбы и отказал в проведении комплексной строительно-технической и историко-культурной экспертизы.
В 2016 году без согласования с Мосгорнаследием в усадьбе проводили ремонтные работы, по факту этого нарушения идёт судебное разбирательство.

## Фотогалерея

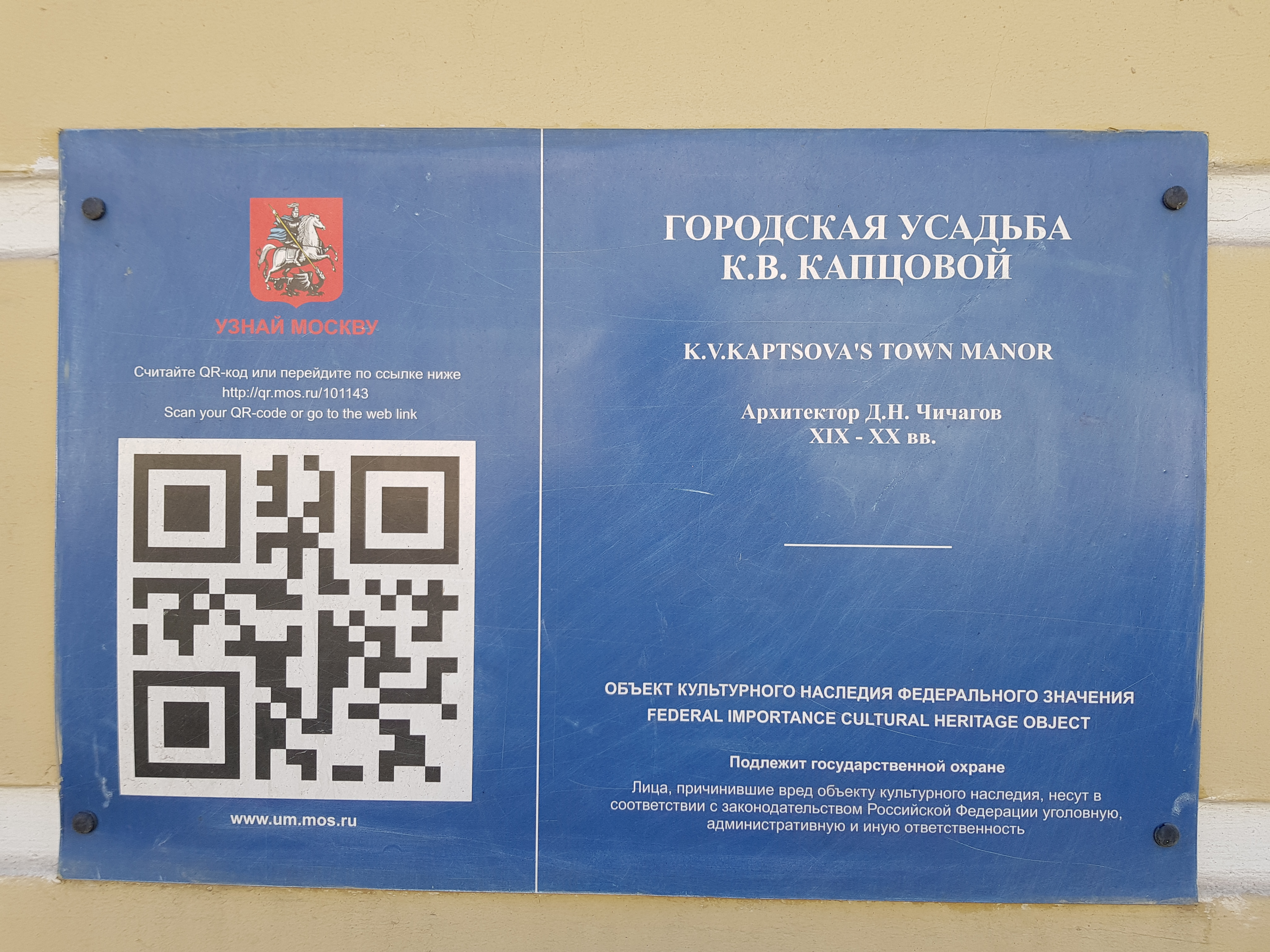
Табличка Департамента культурного наследия, 2018
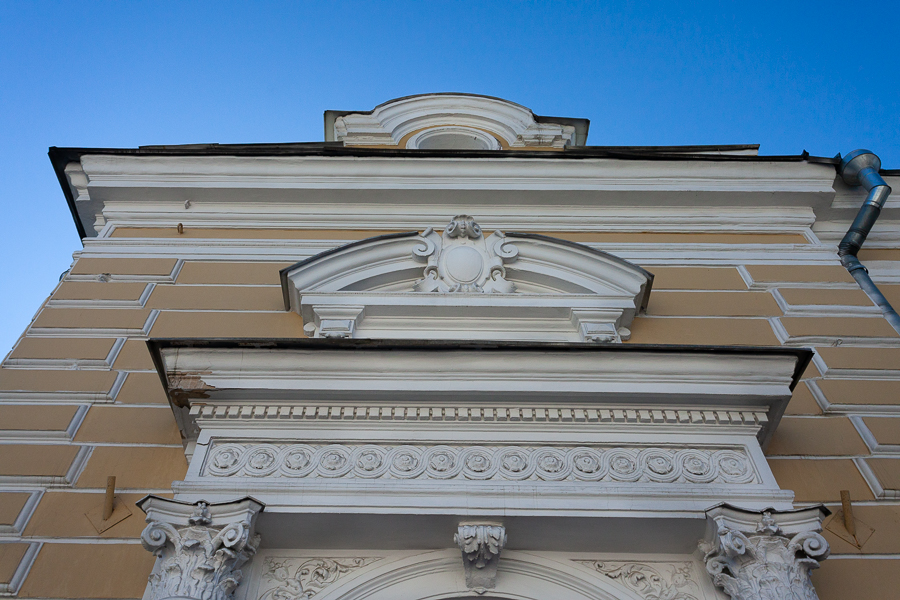
Фасад главного дома, 2018
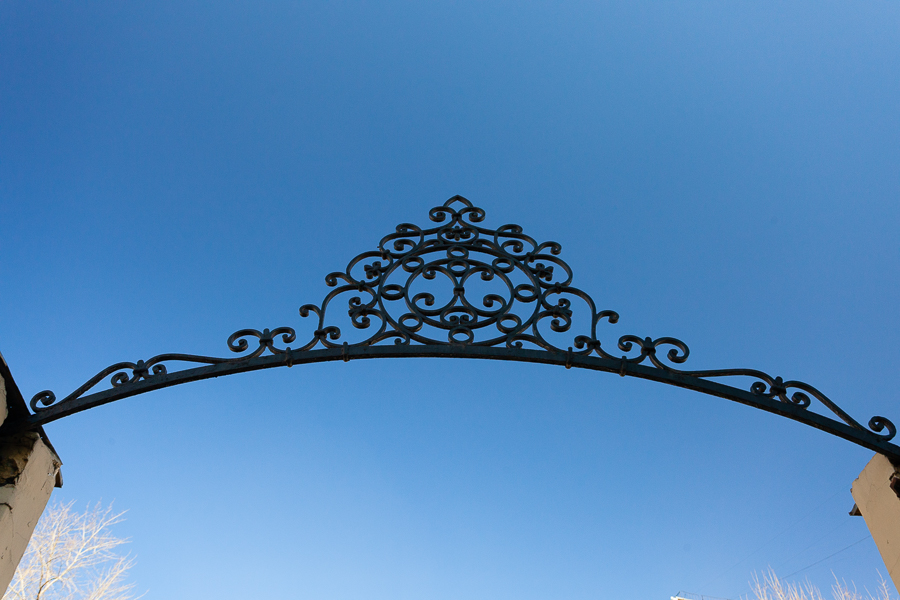
Ажурная арка въездных ворот, 2018
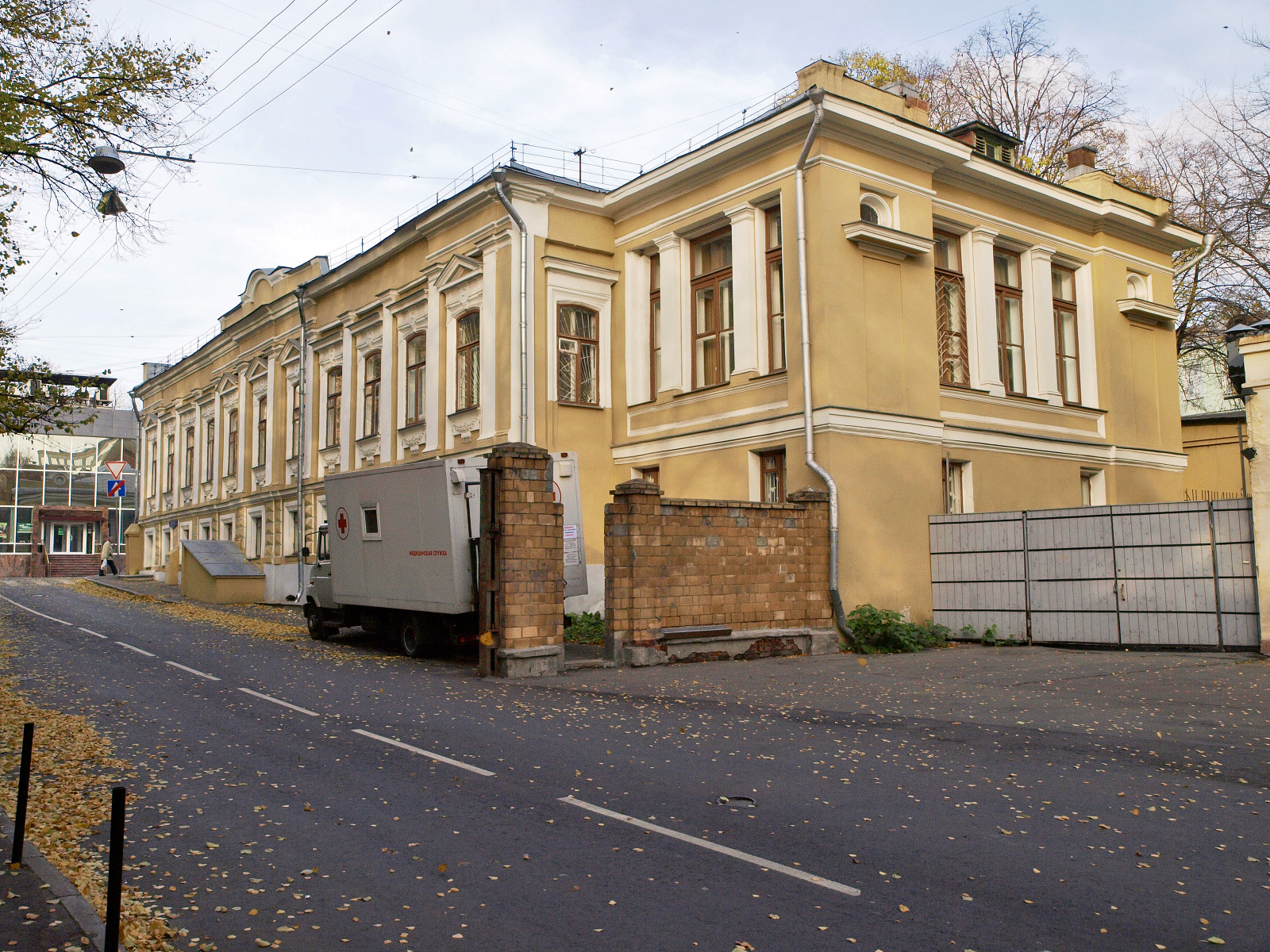
Флигель со стороны переулка Обуха, 2008
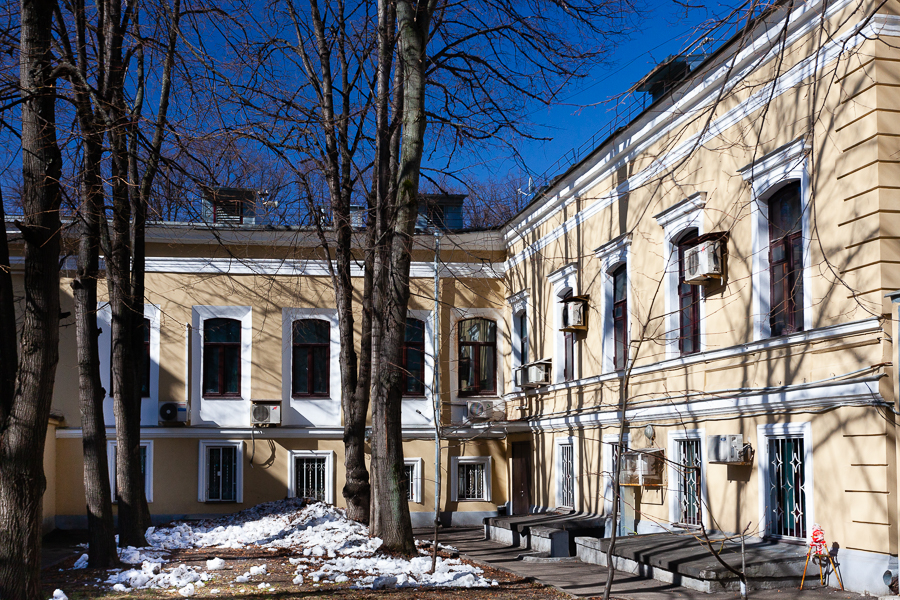
Внутренний двор, 2018